# Francuska Wspólnota Belgii
Francuska Wspólnota Belgii (fr. Communauté française de Belgique, w skrócie CFB; nld. Franse Gemeenschap van België; niem. Französische Gemeinschaft Belgiens; do 24 maja 2011 Wspólnota Walonia-Bruksela, fr. Communauté Wallonie-Bruxelles, Fédération Wallonie-Bruxelles, w skrócie FWB; nld. Federatie Wallonië-Brussel) – jedna z trzech oficjalnych wspólnot Belgii, obejmująca większą część Walonii (z wyjątkiem gmin zamieszkanych przez mniejszość niemiecką) oraz Region Stołeczny Brukseli. Zajmuje powierzchnię 16 151 km² i jest zamieszkana przez 4 200 000 osób (1 stycznia 2006). Działa na polu kultury, oświaty, nauki i współpracy międzynarodowej. Żadna z nazw nie pojawia się w konstytucji belgijskiej. Należy do euroregionu SaarLorLux.
Oficjalnym symbolem wspólnoty francuskiej jest żółta flaga z czerwonym kogutem, której autorem jest malarz Pierre Paulus. Święto wspólnoty obchodzone jest 27 września, w rocznicę wyparcia wojsk niderlandzkich z Brukseli podczas rewolucji belgijskiej (1830–1831).

## Premierzy wspólnoty
- 1981–1985: Philippe Moureaux (PS)
- 1985–1988: Philippe Monfils (PRL)
- 1988–1988: Philippe Moureaux (PS)
- 1988–1992: Valmy Féaux (PS)
- 1992–1993: Bernard Anselme (PS)
- 1993–1999: Laurette Onkelinx (PS)
- 1999–2004: Hervé Hasquin (PRL)
- 2004–2008: Marie Arena (PS)
- 2008–2019: Rudy Demotte (PS)
- od 2019: Pierre-Yves Jeholet (MR)[1]